# Doma menorquina

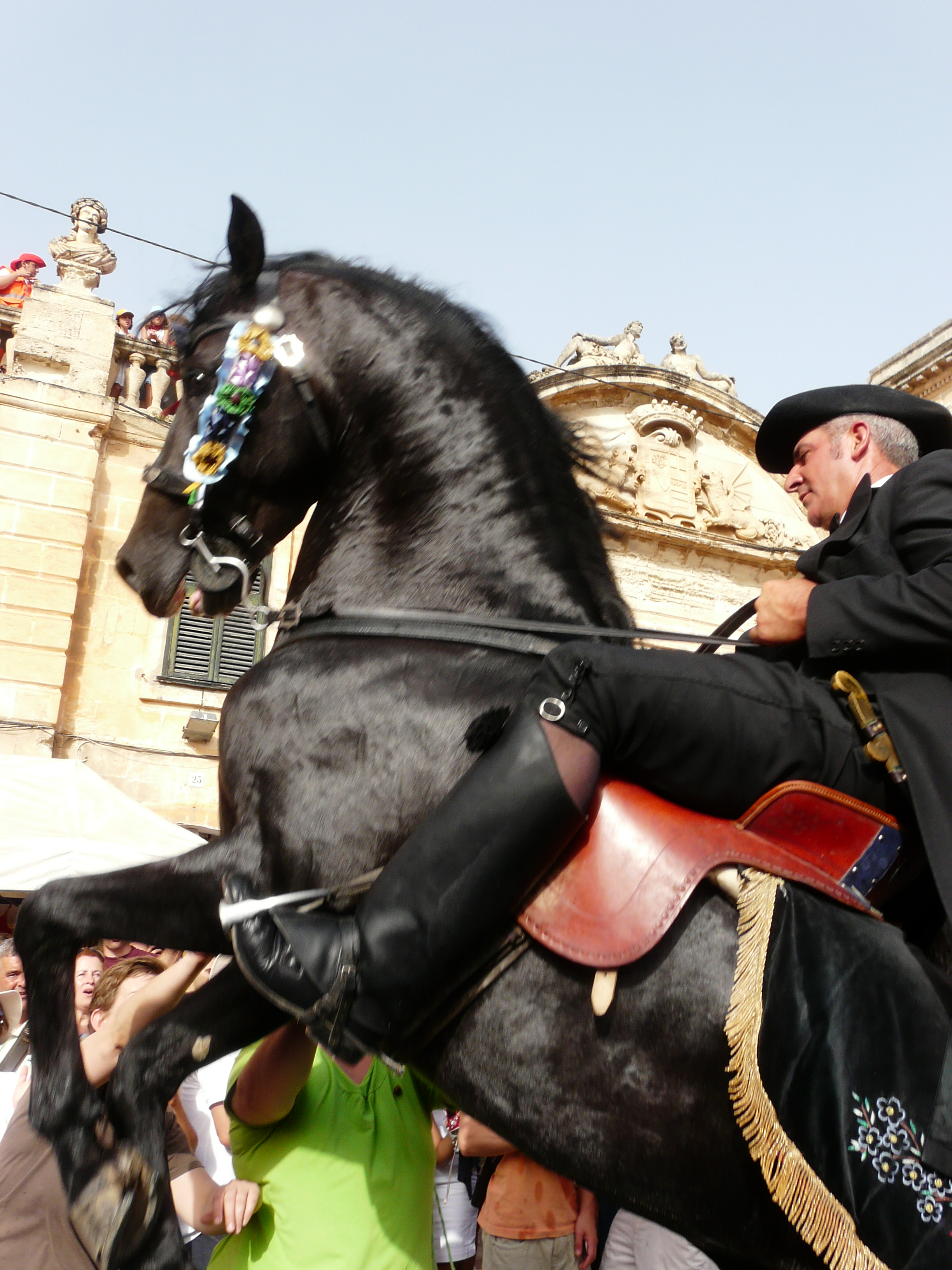
La monta del caballo menorquín está muy extendida en las fiestas populares de Menorca y desciende de los torneos que se celebraban en la Edad Media.

La doma menorquina es un estilos de doma clásica, reconocido como disciplina deportiva por la Federación Hípica de las Islas Baleares.
Menorca tiene una raza autóctona de caballos, muy apreciada internacionalmente. La doma menorquina, que hunde sus raíces en las fiestas populares de Menorca, fue reglamentada en la década de 1980. Como disciplina contempla, además de los aires naturales del caballo (paso, trote y galope), otros característicos como el bot (el salto), la elevación del caballo sobre las patas traseras y los movimientos menorquines, rotando en dicha posición.
La monta menorquina es una modalidad de monta a la jineta que se caracteriza por sujetar las riendas con la mano izquierda, lo que se llama en Menorca anar de brilla. Es un estilo de monta reducido a disciplinas con una fuerte tradición, como la propia doma menorquina o la doma vaquera.
Sus guarniciones son: la silla, con su brida y bocado (vaquero menorquín), más el pechopetral típico menorquín.